# Рудыка, Сергей Александрович
Серге́й Алекса́ндрович Руды́ка (укр. Сергій Олександрович Рудика; род. 14 июня 1988, Запорожье) — украинский футболист, полузащитник. Выступал за молодёжную сборную Украины до 21 года.

## Биография
Сергей родился в футбольном окружение, его отец и брат отца (Алексей) играли в футбол за запорожский Металлург в 1970-е годы.

### Клубная карьера
Воспитанник запорожского «Металлурга», тренер Булгаков Е. В. На профессиональном уровне начал играть в «Металлурге-2». В Премьер-лиге дебютировал 3 августа 2008 года в матче против луганской «Зари» (0:0).
4 июня 2010 года на официальном сайте ФК «Металлург» (Запорожье) появилась информация о том, что из аренды в луганской «Заре» игрок вернулся в расположение запорожского клуба.
По итогам сезона 2010/11 «Металлург» занял последнее 16 место и вылетел в Первую лигу Украины. В летнее межсезонье 2014 года у Рудыки был шанс перейти в ужгородскую «Говерлу». Но, клубы не смогли договориться до закрытия трансферного окна. В июне 2015 года покинул «Металлург».
В июле подписал контракт с харьковским «Металлистом», будучи клиентом агента Вадима Шаблия. В составе новой команды дебютировал 5 июля 2015 года в матче первого тура чемпионата Украины 2015/16 против львовских «Карпат». Главный тренер Александр Севидов доверил отыграть Рудыки всю игру, а «Металлист» в итоге одержал победу со счётом (2:0). В конце ноября 2015 года покинул харьковский клуб, после чего заключил контракт с солигорским «Шахтёром».
В декабре 2016 года подписал контракт с мариупольским «Ильичёвцем».

### Карьера в сборной
В молодёжной сборной Украины до 21 года провёл один матч против Польши (1:3).

## Достижения
- Победитель Первой лиги Украины: 2016/17
- Серебряный призёр Первой лиги Украины: 2011/12